# Chersotis haematitedea
Chersotis haematitedea là một loài bướm đêm trong họ Noctuidae.